# Макарий I Елевтеруполски
Макарий (на гръцки: Μακάριος, Макариос) е гръцки духовник, епископ на Вселенската патриаршия.

## Биография
Произхожда от Парос. Брат е на митрополит Герасим Драмски (1787 – 1797), който на 22 септември 1790 година го ръкополага за елевтеруполски епископ в Правища.
Умира през февруари 1808 година.